# アネカノ -お姉ちゃんとえっちであまーいヒミツの関係-
『アネカノ -お姉ちゃんとえっちであまーいヒミツの関係-』（あねかの おねえちゃんとえっちであまーいひみつのかんけい）は、chococoが2011年1月28日に発売したアダルトゲームである。

## あらすじ
美しい三人の姉と優しい両親を持ち、家族の愛情を一身に受けて育った野山輪吾は、ある日偶然にも次女・桜の自慰を目撃し、さらに長女・椿の全裸や三女・楓の下着姿も目撃し、三人の姉を「一人の女性」として意識しだした。やがてその事は姉にもバレてしまい、そして姉との恋の物語がはじまる。

## 登場人物

### 主要人物
野山輪吾（のやま　りんご）
物語の主人公。野山家長男で葡萄ヶ原学園一年生。背が小さく童顔の美少年で女装させても違和感なく、三人の姉と両親の愛情を一身に受けて育ったため性格は「いい子」。姉たちとクラスの女の子たちからも可愛いと言われるが、本人としては男らしく格好良くなりたいと思っている。ある日立て続けに姉たちの肢体を観て「女」として意識しだし、そして物語がはじまる。
野山椿（のやま　つばき）
声：御苑生メイ
野山家長女で、輪吾が通う葡萄ヶ原学園で教師をしている。母・藤花譲りのマイペースかつおっとりとした性格で、生徒たちから癒し的存在として慕われているが、反面怒らせると怖い事でも恐れられている。輪吾に甘く、学園で教師として厳しく接している(つもり)が、時々何かしらにかこつけて内緒でお小遣いなどをあげようとしたりしている。
野山桜（のやま　さくら）
声：澄白キヨカ
野山家次女で、葡萄ヶ原学園三年生で生徒会長。容姿端麗・頭脳明晰で男子生徒からマドンナ的存在として人気があり、教師からも信頼されている優等生だが、野山家で一番輪吾を溺愛しており、毎朝輪吾が起こしに行く時に抱きつく事はもちろん、輪吾絡みになると周囲を無視し優等生の面影すらないほど「デレ」に入り、常識を逸脱する行動すら平気でする。
野山楓（のやま　かえで）
声：桜川未央
野山家三女で、葡萄ヶ原学園二年生。口より先に手が出るはっきりした性格で、その男勝りな言動から学園の女生徒たちに人気がある。輪吾に厳しく接し、輪吾としては苦手な存在だが、時々優しい一面も見せるツンデレ。嗅覚が鋭く、実は輪吾の匂いが好きな匂いフェチ。

### その他人物
野山大吾（のやま　だいご）
声：ルネッサンス山田
輪吾たちの父親。30代でも通用するほど若々しくイケメンで、体格もよく運動神経に優れている反面、パソコンや携帯電話など簡単な操作しかできないほど機械が苦手。妻や子供達を愛するいい父親だが、多少スケベで、過去に椿にエロDVDを発見されて、娘に見られて怒られたショックから、それ以来は輪吾の部屋に隠してもらい、時々(無理矢理)一緒に鑑賞する。
野山藤花（のやま　とうか）
声：七ヶ瀬輪
輪吾たちの母親。20代でも通用するほど若々しく美人で、輪吾や三姉妹は彼女の遺伝を受け継いでいる。良妻賢母でのんびりマイペースな良い母親だが、夫・大吾がよからぬ事をすると部屋の奥へ引きずって大説教をするなど、怒らせると怖い。胸が大きく、三姉妹もその血を濃く受け継いでいる。「お母さんもお姉ちゃんも友達もみ～んなまとめてハーレムパッチ」では攻略対象キャラとなっている。
浅海小鹿（あさみ　こじか）
声：ヒマリ
輪吾のクラスメイト。性格は明るく真面目で、何かしら輪吾と会話する事がある。「お母さんもお姉ちゃんも友達もみ～んなまとめてハーレムパッチ」では攻略対象キャラとなっている。
クラスメイトA.B
輪吾の友人。野山三姉妹に可愛がられている輪吾をうらやましく思い、毎日輪吾目当てにクラスに訪れる桜とお話できる事を一日の楽しみにしている。

## スタッフ
- キャラクターデザイン・原画 - むー
- シナリオ - ぐみ。、がのす
- シナリオ統括 - 北川晴
- 企画・ディレクター - さえきそれなり

## 主題歌
主題歌「秘密のsecret secret」
エンディング「恋ゴコロDrivin' Drivin'」

## 購入特典
初回限定版には3つの特典が同梱されている。
サウンドトラックCD
ゲーム中に使用されたサウンドトラックCD。ボーカル曲とイメージテーマが収録されている。
バイノーラルえろあまドラマCD
ゲーム中に収録されていない輪吾と椿・桜・楓の三人のドラマCD。全4話収録。
- 桜と保健室で・・・
- 楓とロッカーの中で・・・
- 椿とトイレで・・・
- みんなとお風呂

お母さんもお姉ちゃんも友達もみ～んなまとめてハーレムパッチ
初回パッケージに同梱されているユーザー葉書に記載されているシリアルコードを2月上旬に公式HPにて公開されるダウンロードに登録する事により、母・藤花と小鹿、さらに三姉妹も加えた「6Pパーフェクトハーレムルート」をダウンロードする事ができる。